# Zaljubljena
Zaljubljena je šesti studijski album pevačice Merime Njegomir. Objavljen je kao LP i kaseta 13. februara 1989. godine u izdanju PGP RTB. Producent albuma je Miša Mijatović.

## Pesme na albumu
| Br. | Naziv                      | Muzika           | Tekst            | Aranžman       |
| --- | -------------------------- | ---------------- | ---------------- | -------------- |
| 1.  | Zaljubljena                | Miša Mijatović   | Vesna Petković   | Miša Mijatović |
| 2.  | Na pola smo puta stali     | Rade Vučković    | Rade Vučković    | Miša Mijatović |
| 3.  | Da li ću biti od suza jača | Miša Mijatović   | Vesna Petković   | Miša Mijatović |
| 4.  | Daj mi samo malo sreće     | Miša Mijatović   | Vesna Petković   | Miša Mijatović |
| 5.  | Opio me kao vino           | Miša Mijatović   | Vesna Petković   | Miša Mijatović |
| 6.  | Usamljena                  | Danilo Danilović | Radmila Mudrinić | Miša Mijatović |
| 7.  | Nek' pobedi ljubav         | Rade Vučković    | Rade Vučković    | Miša Mijatović |
| 8.  | Vene ljubav                | Miša Mijatović   | Đorđe Janković   | Miša Mijatović |

## Spoljašnje veze
- Zaljubljena na discogs.com